# Подосоје (Руновићи)
Подосоје је насељено место у саставу општине Руновићи, Сплитско-далматинска жупанија, Република Хрватска.

## Историја
До територијалне реорганизације у Хрватској налазило се у саставу старе општине Имотски.

## Становништво
На попису становништва 2011. године, Подосоје је имало 40 становника.
| Број становника по пописима | Број становника по пописима | Број становника по пописима | Број становника по пописима | Број становника по пописима | Број становника по пописима | Број становника по пописима | Број становника по пописима | Број становника по пописима | Број становника по пописима | Број становника по пописима | Број становника по пописима | Број становника по пописима | Број становника по пописима | Број становника по пописима | Број становника по пописима |
| --------------------------- | --------------------------- | --------------------------- | --------------------------- | --------------------------- | --------------------------- | --------------------------- | --------------------------- | --------------------------- | --------------------------- | --------------------------- | --------------------------- | --------------------------- | --------------------------- | --------------------------- | --------------------------- |
| 1857                        | 1869                        | 1880                        | 1890                        | 1900                        | 1910                        | 1921                        | 1931                        | 1948                        | 1953                        | 1961                        | 1971                        | 1981                        | 1991                        | 2001                        | 2011                        |
| 0                           | 0                           | 54                          | 62                          | 82                          | 175                         | 330                         | 432                         | 229                         | 410                         | 403                         | 321                         | 149                         | 73                          | 48                          | 40                          |

Напомена: У 1857. и 1869. подаци су садржани у насељу Подбабље Горње (општина Подбабље). До 1921. исказивано као део насеља.

### Попис1991.
На попису становништва 1991. године, насељено место Подосоје је имало 73 становника, следећег националног састава:
| Попис 1991.‍ | Попис 1991.‍ | Попис 1991.‍ | Попис 1991.‍ | Попис 1991.‍ |
| ----------- | ----------- | ----------- | ----------- | ----------- |
|             |             |             |             |             |
| Хрвати      | Хрвати      |             | 71          | 97,26%      |
| непознато   | непознато   |             | 2           | 2,73%       |
| укупно: 73  |             |             |             |             |